# ميسيونيس
ميسيونيس (بالإنجليزية: Misiones Department)‏ هي إدارة في باراغواي،عاصمتها سان خوان باوتيستا .

## جغرافيا
تقع الإدارة في جنوب باراغواي وتتاخم الحدود مع الأرجنتين تبلغ مساحتها 9٬556٫0 كيلومتر مربع.

### الموقع
تشترك في الحدود مع:
- إدارة نيمبوكو
- إيتابوا
- كازابا
- باراغواري
- كوريينتس.

## ديموغرافيا
بلغ عدد سكانها 118٬798  نسمة، ( تعداد 2012 ).

## أعلام
- فيكتور كينتانا